# Cyclodium rheophilum
Cyclodium rheophilum är en träjonväxtart som beskrevs av Alan Reid Smith. Cyclodium rheophilum ingår i släktet Cyclodium och familjen Dryopteridaceae. Inga underarter finns listade.